# Jean Djorkaeff
Jean Djorkaeff (Charvieu, 1939. október 27. –) a kalmük etnikumhoz tartozó, visszavonult francia labdarúgó. Charvieu-ben született. 1958-ban mutatkozott be a Francia labdarúgó-bajnokságban az Olympique Lyon színeiben egy Limoges elleni mérkőzésen. Először csatárként kezdte, majd később vált híressé, mint középhátvéd. Több, mint 500 mérkőzésen lépett pályára hazája bajnokságában 16 szezonon át. Szerepelt továbbá az 1966-os labdarúgó-világbajnokságon a Francia labdarúgó-válogatott tagjaként, ahol csoportjukban utolsók lettek. Fia Youri Djorkaeff is válogatott labdarúgó.

## Sikerei, díjai
- Franciakupa-győztes: 1964, 1969